# 파블레 부이시치

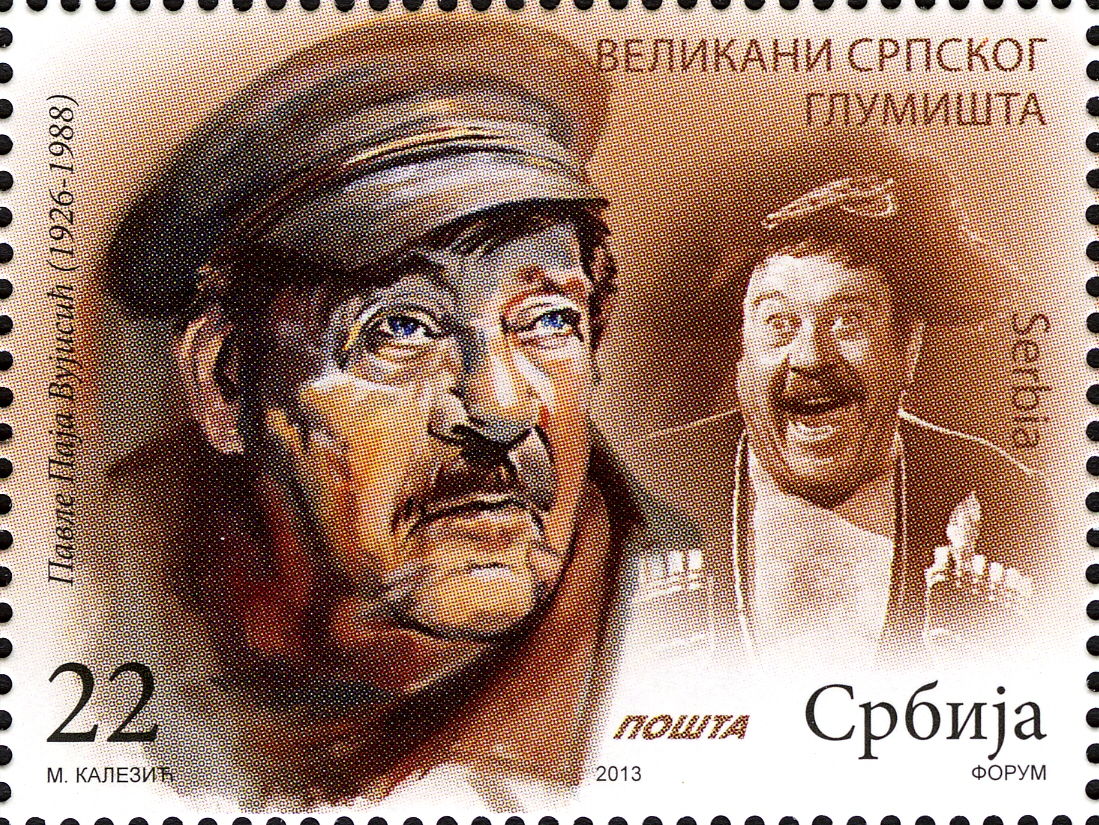
2013년에 세르비아에서 발행된 부이시치 우표

파블레 부이시치(세르비아어: Павле Вујисић, Pavle Vuisić, 1926년 7월 10일~1988년 10월 1일)는 유고슬라비아의 배우이다.
베오그라드에서 태어났으며 베오그라드에서 사망하였다. 사인은 심근 경색이다.

## 출연 작품

### 영화
- 아빠는 출장 중 (1985년)
- 돌리벨을 아시나요 (1981년)
- 겨울의 해변 (1976년)
- 네레트바 전투 (1970년)
- 렛츠 워크 업 (1967년)